# DuMont Evening News
DuMont Evening News (también conocido como Morgan Beatty and the News) era un noticiero estadounidense, emitido en la fenecida cadena DuMont Television Network. El programa era presentado por Morgan Beatty y fue el tercer y final intento de DuMont por entrar al negocio de las noticias. Los intentos anteriores de la cadena, The Walter Compton News y I.N.S. Telenews, no fueron muy populares.
El noticiero de 15 minutos se emitía de 7:15 a 7:30 PM (hora del Este) inmediatamente después del popular programa de DuMont, Captain Video and His Video Rangers. Cuando DuMont fue forzada a cancelar la mayoría de sus programas en abril de 1955 debido a problemas financieros, DuMont Evening News estuvo entre los programas eliminados.
No existen registros de grabaciones existentes del programa.